# Cephalotes coffeae
Cephalotes coffeae är en myrart som först beskrevs av Kempf 1953.  Cephalotes coffeae ingår i släktet Cephalotes och familjen myror. Inga underarter finns listade.